# 沈紹慶
沈紹慶（1514年—？），字子善，直隸蘇州府崑山縣（今江蘇省昆山市）人，明朝政治人物。

## 生平
嘉靖二十二年（1543年）癸卯科順天鄉試第一名舉人。嘉靖二十九年（1550年）中式庚戌科會試第四十五名，三甲第五十八名進士。三十年授江西鄱阳县知县，丁憂歸。三十四年補任河南光山縣知縣，任內修縣志，创建登龙阁，重修涑水书院。升禮部儀制司主事，历官礼部署员外郎，四十一年三月升云南按察司佥事、提调学校。

## 著作
明王家士撰，沈紹慶修，嘉靖丙辰刻本，天一閣藏《光山縣志》。

## 家族
曾祖沈存，知縣；祖父沈湞，贈奉政大夫南京吏部郎中；父沈大楠，知府。母盛氏（封宜人）。重庆下。弟具庆、衍庆、徵慶。